# هارلم دسیر
هارلم دسیر (فرانسوی: Harlem Désir‎؛ زادهٔ ۲۵ نوامبر ۱۹۵۹) یک سیاستمدار فرانسوی است که بین سالهای ۲۰۱۴ تا ۲۰۱۷به عنوان وزیر امور خارجه در امور اروپا در دولت فرانسه مشغول به کار بوده‌است. قبل از آن او دبیرکل حزب سوسیالیست فرانسه بود. از سال ۲۰۱۷، او به عنوان نماینده سازمان امنیت و همکاری اروپا در موضوع آزادی رسانه‌ها خدمت کرده‌است.
وی همچنین برندهٔ جوایزی همچون جایزه اولاف پالمه شده‌است.

## تحصیلات
هارلم دسیر متولد پاریس، پدرش اهل جزیره مارتینیک و مادرش از آلزاس بود. او در شهر بانیو در شمال فرانسه بزرگ شد. دسیر در دانشگاه پانتئون-سوربن به تحصیل پرداخت و در سال ۱۹۸۳ موفق به اخذ لیسانس در فلسفه گردید. از همان سال او فعالانه در ناآرامی‌های اجتماعی فرانسه شرکت کرد و به یکی از رهبران ان تبدیل شد و در برگزاری راهپیمایی برای برابری و علیه نژادپرستی کمک کرد. این تظاهرات که به راهپیمایی Beurs معروف شد از محله‌های مهاجرنشین خارج لیون آغاز شد و در پاریس به پایان رسید.

## ضد نژادپرستی
دسیر نخستین رئیس سازمان ضد نژادپرستی فرانسه SOS Racisme در سالهای ۱۹۸۴ و ۱۹۹۲ بود. تحت رهبری او بسیاری به این سازمان جذب شدند و تعداد اعضای ان به‌طور قابل توجهی افزایش یافت و نفوذ قابل توجهی در زندگی عمومی فرانسویان پیدا کرد. دسیر بعداً متهم به سوء استفاده از دارایی‌های عمومی در سالهای ۱۹۸۶ تا ۱۹۸۷ شد و به یک حکم تعلیقی ۱۸ ماهه و در سال ۱۹۹۸ به پرداخت ۳۰٬۰۰۰ فرانک محکوم شد.

## فعالیت سیاسی

### عضو پارلمان اروپا (۱۹۹۹ تا ۲۰۱۴)
دسیر پس از انتخابات اروپا در سال ۱۹۹۹ ابتدا عضو پارلمان اروپا شد او یک. عضو گروه اتحاد پیشرو سوسیالیست‌ها و دموکرات‌ها بود و در سالهای ۲۰۰۴ و ۲۰۰۹ دوباره انتخاب شد.
دسیر در اولین دوره پارلمانی خود از سال ۱۹۹۹ تا ۲۰۰۴، در کمیته‌های صنعت، تجارت خارجی تحقیق و انرژی فعال بود. از سال ۲۰۰۴ تا ۲۰۰۹، عضو کمیته اشتغال و امور اجتماعی بود. در سال ۲۰۰۸ دسیر گزارشگر پارلمان دربارهٔ دستورالعمل کار آژانس موقت بود. در آخرین دوره او به کمیته تجارت بین‌المللی پیوست. او همچنین به عنوان معاون رئیس اتحادیه پیشرو سوسیالیست‌ها و دموکرات‌ها خدمت کرد.
دسیر علاوه بر مأموریت‌های کمیته اش، عضو هیئت نمایندگی پارلمان برای رابطه با هند (۲۰۰۹ تا ۲۰۱۴)، ایالات متحده (۲۰۰۳ تا ۲۰۰۴)، آفریقای جنوبی (۱۹۹۹ تا ۲۰۰۲) بود.
از سال ۲۰۰۲ تا ۲۰۰۴ او همچنین غضو هیئت مجمع مشترک پارلمانی در قرارداد بین گروه کشورهای آفریقایی، کارائیب و اتحادیه اروپا (ACP-EU). بود.
پس از انتخابات سال ۲۰۰۴ اروپا، دسیر به همراه کلود موراوس، سعید الخادرویی. آمینه بزکورت، * جم اوزدمیر و لیویا یروکازدمیریکی از معاونان گروه جدیدالتاسیس ضد نژادپرستی و تنوع گرا (ARDI) در پارلمان اروپا شد. او همچنین عضو مالیات سرمایه، سیستم‌های مالی و گروه بین‌الملل جهانی سازی پارلمان اروپا بود؛ که در مارس ۲۰۰۱ کتاب Revelation نوشته دونی روبر و ارنست بکز به آن اختصاص داده شد.
دسیر به عنوان یک اروپایی بعضاً متعصب شناخته شده‌است. در سال ۲۰۰۵، گر چه ناموفق، اما بسیار جنگیده بود تا حزب سوسیالیست را متقاعد به حمایت از پیمان جدید قانون اساسی اروپا کند. پیش از انتخابات سال ۲۰۱۴ اروپا، دسیر به تفر اول لیست حزب سوسیالیست برای ایل د فرانسه بود. پس از استعفایش از پارلمان اروپا کریستین رولو د بنوفوی جایگزین او شد.

### رهبران حزب سوسیالیست

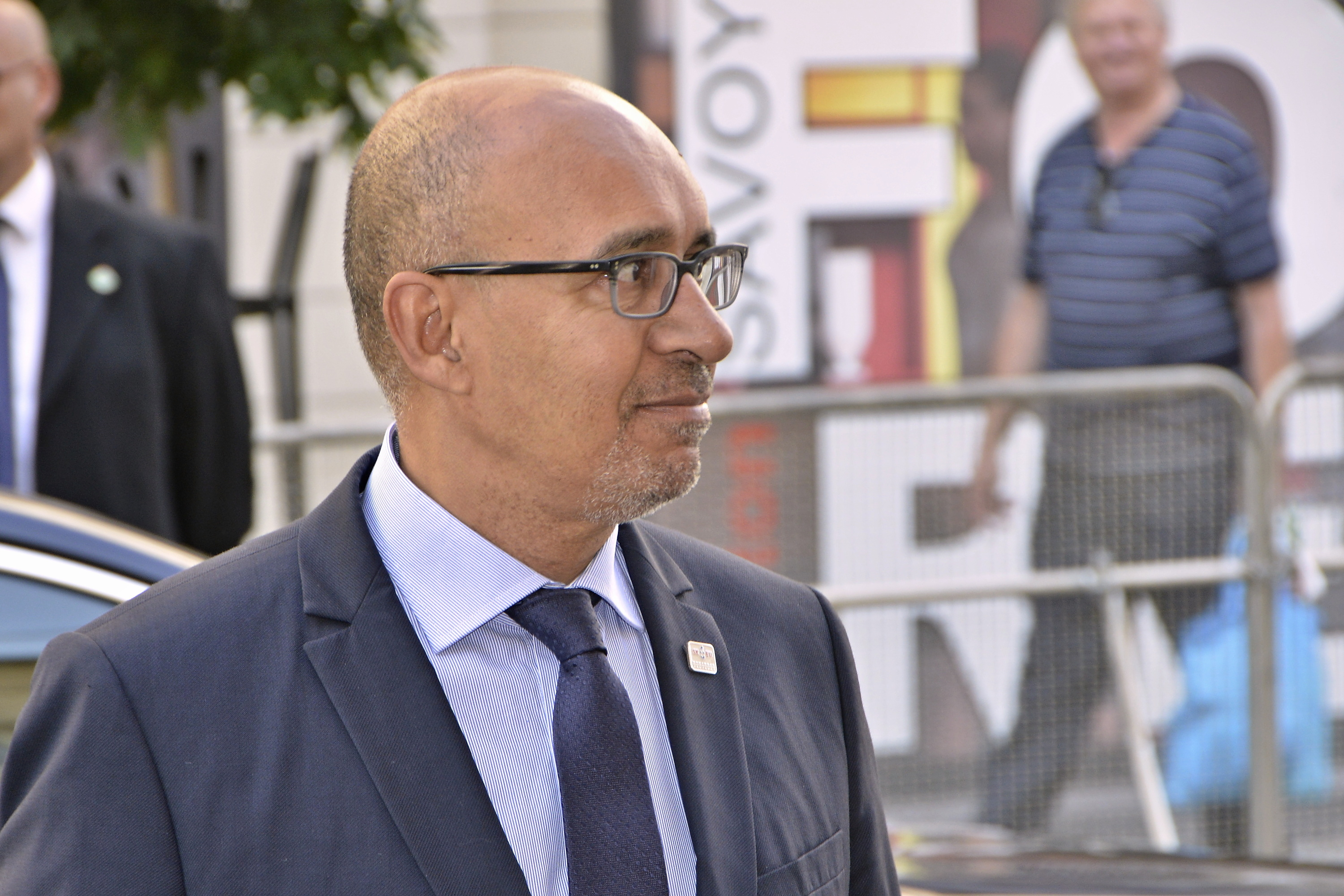
هارلم رسیر در یک اجلاس غیررسمی در ۲۰۱۶

دسیر در دور نخست کمپین ریاست جمهوری حزب سوسیالیست در سال ۲۰۱۱، از مارتین اوبری حمایت کرد. پس از استعفای اوبری در ۱۶ سپتامبر ۲۰۱۲، او دبیرکل موقت حزب سوسیالیست شد.
با تأیید مارتین اوبری و نخست‌وزیر ژان مارک ایرووت قبل از کنگره حزب ۲۰۱۲ در ۱۸ اکتبر ۲۰۱۲ هارلم دسیر به عنوان دبیر اول حزب انتخاب شد. رقیب او برای این پست ژان کریستف کامبادلیس یک تازه‌کار دیگر بود که به تقلبات مالی محکوم شده بود. او اولین سیاه‌پوستی بود که یک حزب سیاسی عمده اروپایی را هدایت می‌کرد. در زمان انتخابات او هرگز قبلاً یک وزیر یا عضو پارلمان سراسری نبوده‌است.
دسیر تا آوریل ۲۰۱۴رئیس حزب باقی ماند، و آن زمانی بود که او پس از اینکه به وزارت امور خارجه در امور اروپا منصوب شد از سمت خود پایین آمد.. زان کریستف کامبادلیس جای او را گرفت. استعفای او تا حدی با نگرش وی در پرونده دیبرانی همراه بود.

### وزیر امور اروپایی (۲۰۱۴ تا ۲۰۱۷)

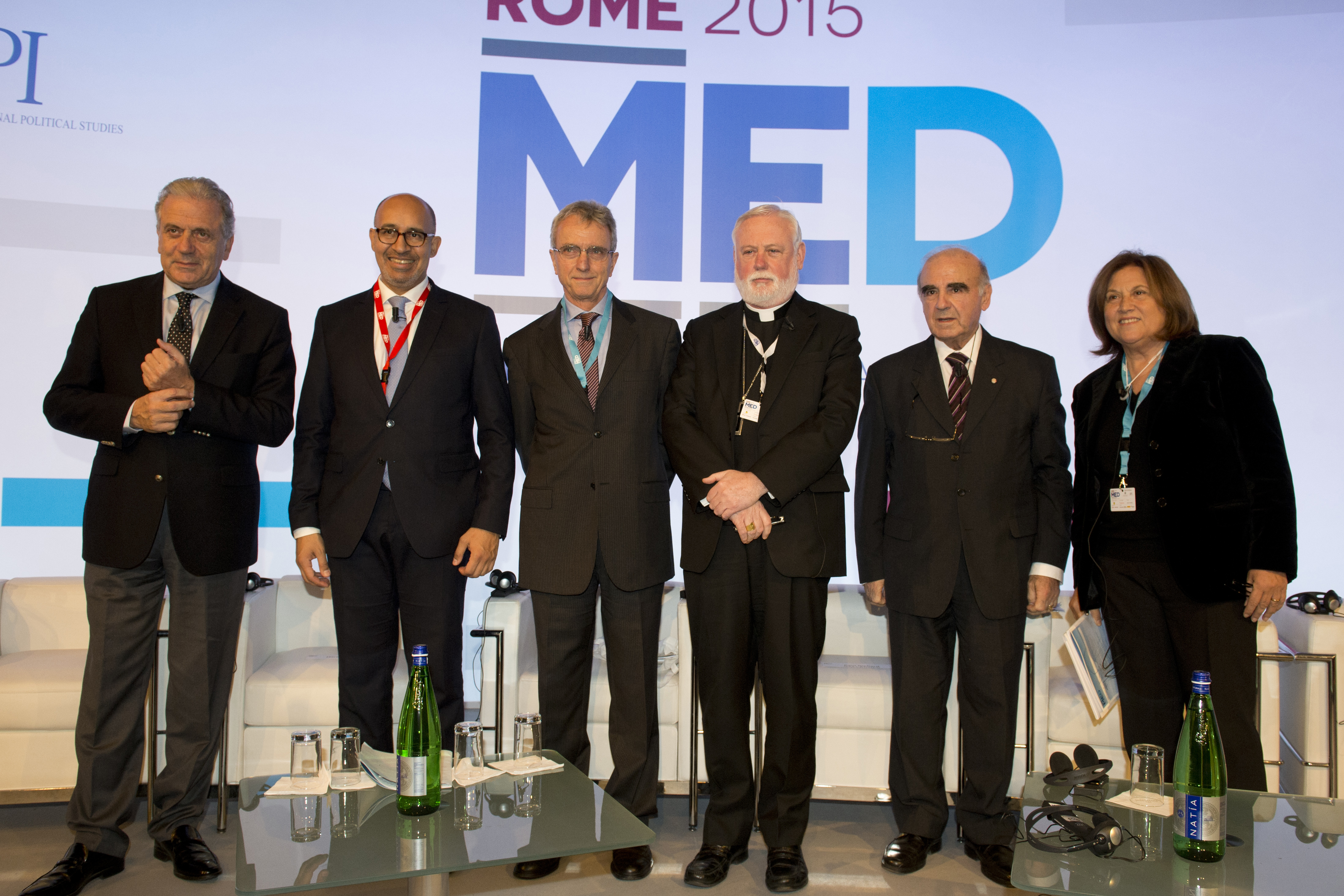
در یک فروم در رم در ۲۰۱۵

در روز ۹ آوریل ۲۰۱۴، مانوئل والس، نخست‌وزیر فرانسه، هارلم دسیر را به عنوان وزیر امور خارجه در امور اروپا در وزارت امور خارجه و توسعه بین‌المللی منصوب کرد. در فوریه ۲۰۱۵، او به عنوان رئیس شورای عمومی امور حزب سوسیالیست‌های اروپا منصوب شد سمتی که او تا زمان واگذاری دفتر برعهده داشت.
دسیر و همتای ایتالیایی او، ساندرو گوزی، کمی بعد از سر کار آمدن فهرستی از اولویت‌های زمان پس از انتخابات سال ۲۰۱۴ را تعیین کردند با این برداشت که کمیسیون جدید اروپا باید حداکثر انعطاف‌پذیری را در مقابل قوانین بودجه موجود، برای کشورهای درحال رشد ودر اصلاحات ساختاری اقتصادی داشته باشند. دسیر همچنین پیشنهاد ایجاد یک طرح پس‌انداز اروپایی برای بسیج پس‌انداز شهروندان سرمایه‌گذاری در شرکت‌های کوچک یا در پروژه‌های زیربنایی مانند گسترش پهنه باند با سرعت بالا و انتقال به انرژی‌های تجدید پذیر را داد.
در ژانویه ۲۰۱۵ در حاشیه نشست مجمع عمومی غیررسمی سازمان ملل متحد در مورد تهدید رو به افزایش ناامیدی، دسیر به همراه مایکل راث، همتای آلمانی خود خواهان آن شد که کشورهای عضو سازمان ملل با همکاری با هم یک چارچوب قانونی بین‌المللی را ایجاد کنند تا از طریق ان صاحبان شبکه‌های اجتماعی در مورد انتشار پیام‌های خشونت زا مورد سؤال قرار کیرند. فراخوان فرانسه برای یک تغییر مسیر رادیکال در مسئول شناختن شرکت‌های شبکه‌های اجتماعی مانند فیس‌بوک و توئیتر دو هفته پس از واقعه تیراندازی در چارلی هبدو در پاریس ایجاد شد.

## نماینده رسانه‌ها در سازمان امنیت و همکاری در کشورهای اروپایی (OSCE)

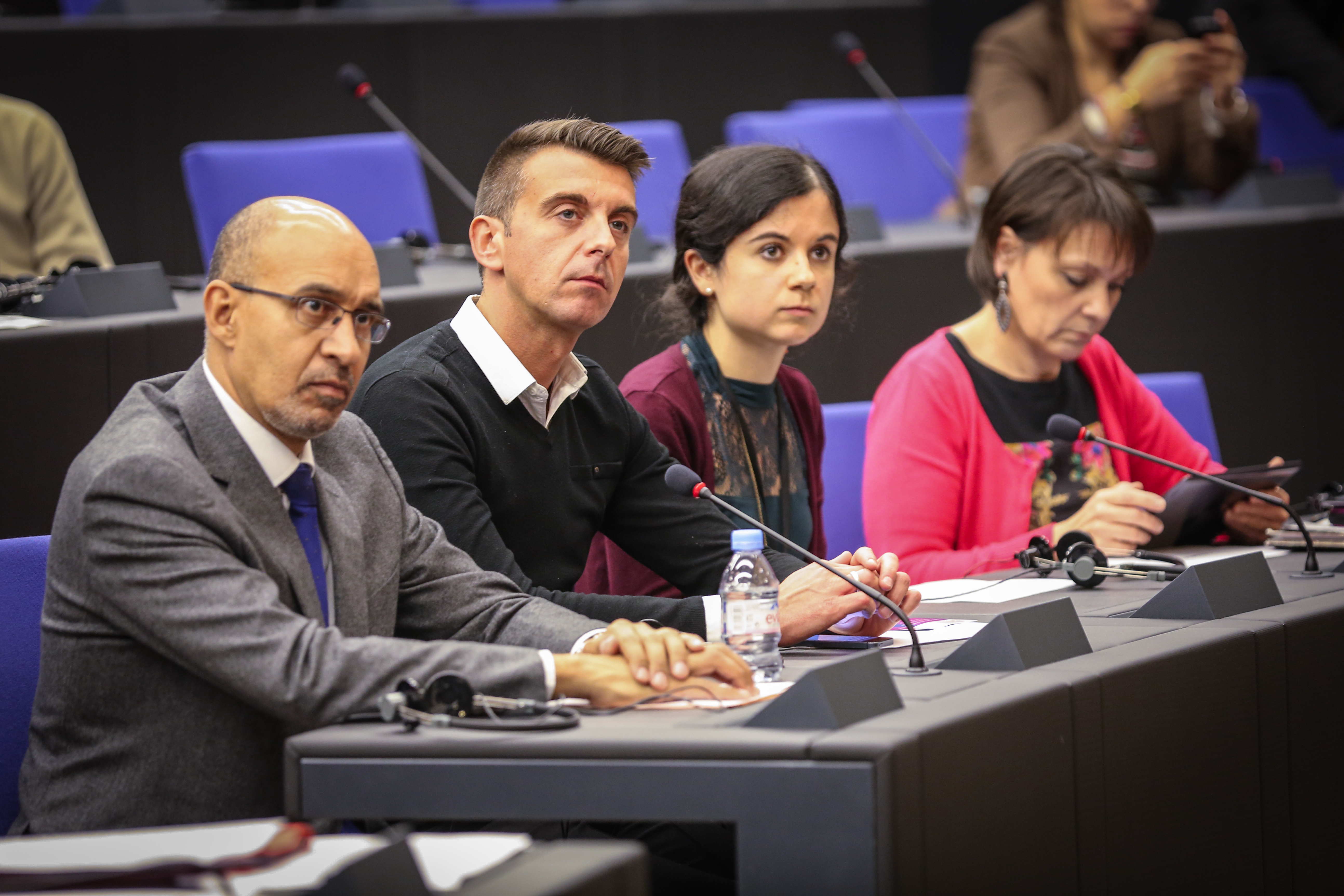
در پارلمان اروپا در بروکسل همراه با خبرنگاران گروگان آزاد شده

سازمان امنیت و همکاری اروپا هارلم دسیر را به عنوان نماینده آزادی رسانه برای یک دوره سه ساله از ۱۸ ژوئیه ۲۰۱۷منصوب کرد. در سال ۲۰۱۹ او با حمایت از مجموعه بحث‌برانگیز تغییرات قانونی پیشنهاد شده توسط نخست‌وزیر آلبانی، ادی راما، جنجال به پا کرد.
در ژوئن ۲۰۲۰، جمهوری آذربایجان بسته‌ای از دستورات اولیه تمدید برای همه مقامات ارشد سازمان امنیت و همکاری اروپا از جمله برای دسیر را مسدود کرد و نامه اعتراضی به ویژه در مورد انتصاب مجدد دسیر صادر کرد.  تاجیکستان متعاقباً به مخالفت با تمدید پیوست. 

## زندگی شخصی
دسیر پیرو مذهب کاتولیک رومی است.

## جوائز
- سوئد - جایزه اولاف پالمه (۱۹۹۰)[۱۶]
- یونان - صلیب بزرک (۲۰۱۶)[۱۶]
- آلمان - نشان افتخار شایستگی جمهوری فدرال آلمان (۲۰۱۸)[۱۶][۱۷]